# Donofrosë
Donofrosë là một ngôi làng ở đô thị cũ của Cukalat thuộc hạt Berat, Albania. Tại cuộc cải cách chính quyền địa phương năm 2015, nó đã trở thành một phần của đô thị Ura Vajgurore.